# サードウェイブ実験
サードウェイブ実験（サードウェイブじっけん、英: The third wave (experiment)）は、1967年に、アメリカ合衆国カリフォルニア州の高等学校でおこなわれた社会学的な実験である。
第二次世界大戦中にドイツ人がナチス政権の政策をどのように受け入れることができたのか説明するため、高校の歴史教師だったロン・ジョーンズによって実施された。

## 概要
ジョーンズは「現代世界史」の授業中にナチス・ドイツについて生徒に教えていたが、ドイツ人がナチスの行為を受け入れることができる方法を説明するのは困難であった。そのため、ナチスを再現した擬似組織を作り、当時のドイツと似た状況を経験させる体験授業を行うことを決めた。ジョーンズは、5日間にわたって、教室で一連の体験授業を行い、ナチス運動の特定の特徴をモデル化することを目的とした規律とコミュニティを強調した。また、外部への勧誘等クラス外での活動が大きくなり、次第にジョーンズは活動を制御するのは不可能になったと感じ始める。
開始から数日後、ジョーンズは「サードウェイブのリーダーを発表する」という虚偽の報告を目的に学生を集め、「君たちが信じたものの正体を見せよう」というニュアンスの発言をおこない、スクリーンにアドルフ・ヒトラーとナチス党員の映像を映した。その結果、生徒たちはようやく目が覚めて、軍隊風の服装とルールは廃止された。

## 実験の背景
カリフォルニア州パロアルトにある、エルウッド・P・カバーレイ高校で、1967年4月の第1週に行われた。ジョーンズは歴史の授業で、ナチス・ドイツとアドルフ・ヒトラーについて説明したが、生徒は当時のドイツ国民がなぜファシズムを肯定したかを一向に理解できなかった。これは生徒の学習力が低かったわけではなく、民主主義社会に慣れ親しんだ彼らでは、全体主義への中立的な見方ができなかったことが大きい。実験は「サードウェイブ」と名づけられ、民主主義が個性を強調するという考えは、民主主義の欠点とみなされ、ジョーンズは「規律、地域社会を通した強さ、行動を通じた強さ、誇りを通じた強さ」というモットーでこの運動の主なポイントを強調した。この実験はその時点で十分に文書化されていなかった。実験は高校の学生新聞『The Cubberley Catamount』のみに記された。

## 実験の経過
1日目
ジョーンズは、「サードウェイブ」での権威の象徴としてふるまい、自分のクラスにルールや規則を追加し、実験を始めた。生徒が発言する前にジョーンズの許可を得ることや、常に姿勢を正す、持ち物を制限する等の軽いルールだっため、反発は起きなかった。当初は1日の予定だったが、生徒が実験の続行を望み、2日目以降も続くことになった。
2日目
ジョーンズは､ヒトラーに似た敬礼をおこなうことをクラスの生徒に指示した。この日以降、生徒達はジョーンズの指示がなくても定めたルールを守り実行した。規律を決めることで生徒達が自分一人ではなく、グループに属しているのだという意識を強く持ち始めたからである（マインドコントロール）。さらに、時が進むにつれて新たに規則やルールを望む声が増え幾つもの規則が作られた。
3日目
この実験は、現代世界史の授業の一環だったが、新たにこの授業に参加する生徒が増え、最初の30人から43人にクラスが拡張された。すべての生徒に会員カードが発行され、非会員等の入場を停止するなどの特別な措置を施した。さらに、ジョーンズは生徒に新しい会員の育成方法を教え、その日の終わりには200人以上の参加者がいた。ジョーンズは、活動の他のメンバーが規則を遵守しなかったとき、一部の学生が彼に報告を開始したことに驚いた（内部告発の発芽）。
4日目
この時点で、この活動はジョーンズにはコントロールができなくなっていた。外部の活動では暴力事件や喧嘩が多発し、ジョーンズは罪の重さを感じ実験を止めなくてはと考えた。生徒たちは他の高校にまで活動が及ぶ程この活動にのめり込み、規律と忠誠心は際立っていた。ジョーンズは、この活動が社会運動の一部であると発言し、翌日「サードウェイブ」のリーダーを、金曜日の正午の集会で公に発表すると発表した。
5日目
ジョーンズは、最初はスクリーンに何も映像を映さなかったが、数分後に「君たちが信じたものの正体を見せよう」とのニュアンスの発言をおこない、生徒たちが理解不能だったはずのファシズムの象徴、ヒトラーとナチス党員の映像を映した。この結果、生徒たちは我に返り本当の姿に衝撃を受け、中には涙を流す者もいた。

## その後

### ジョーンズの解雇
実験から2年後、ジョーンズは反戦運動との関わりを持ったことを理由にカバーレイ高校を解雇された。

### 映画化
2008年に公開されドイツ国内で大ヒットを記録したドイツ映画『THE WAVE ウェイヴ』はこの実験を題材にしている。
映画化に先立って、この実験の様子は実験を主導したジョーンズ自身の手で1981年にテレビ映画化され、また小説化もされている。

### 類似の取り組み
日本の甲南大学文学部教授の田野大輔は、担当する授業において「ファシズムの体験学習」というプログラムを実施している。田野は前述の映画『THE WAVE ウェイヴ』に触発されてこの取り組みを始めたと記している。